# Joan de Licòpolis
Joan de Licòpolis (Licòpolis, Tebaida segle IV dC) va ser un asceta egipci famós per la seva capacitat de curar els malalts i fer profecies. Se'l coneixia amb el nom de "Vident de la Tebaida".
Es va relacionar amb l'emperador Teodosi, que va demanar sense èxit que Joan s'incorporés (tal com anys abans i amb un altre emperador ho havia fet el vident Harnufis) a la seva comitiva imperial. Durant la campanya contra l'usurpador Magne Màxim (el 388) i més tard contra Eugeni (el 394), Teodosi es va acontentar enviant missatgers al desert egipci per a consultar Joan sobre el desenllaç de les topades. Joan li va predir en els dos casos una victòria segura (nuntia victoriae certissima), tal com es va produir. En la segona de les consultes també va anunciar a Teodosi la seva mort al seu propi llit, d'una malaltia estranya. Teodosi va morir d'hidropesia.
Una dona de la noblesa romana, Poemenia, emparentada amb l'emperador, l'any 394 va creuar el desert entre seriosos perills, encara que anava acompanyada d'una cohort de bisbes i servents, i va visitar Joan a la seva gruta de Licòpolis, a uns 400 kilòmetres al sud del Caire. Allà Joan la va curar de la seva malaltia i la dona va rebre consells profètics.
Els autors de la Historia Monachorum in Aegypto que van recórrer els deserts on es trobaven els eremites per fer-ne la descripció, van trobar Joan poc abans de la seva mort, quan ja tenia 90 anys. S'alimentava només de fruita i deia que no havia menjat mai ni pa ni cap aliment cuit. Els va recomanar la purificació del cor mitjançant la puresa de la intenció.
Els monofisistes van fer d'aquest asceta cristià l'interlocutor profètic del seu enemic, l'emperador Marcià, que els havia condemnat.
Té uns Goigs dedicats que la tornada diu: "Sòu dels ermitans honor / mestre, llum, amparo y guia / Joan al qui en vos confia / donéuli ajuda y favor".